# نهر تشيكاموس
نهر تشيكاموس (ينطق: CHEEK-a-mus) هو أحد روافد نهر سكواميش، ويبدأ على المنحدرات الغربية لقمة أوتلير في متنزه غاريبالدي الإقليمي عند المنبع من بحيرة تشيكاموس على المشارف الجنوبية الشرقية لمنطقة منتجع ويسلر. يتدفق النهر إلى بحيرة تشيكاموس قبل أن يخرج منها ويتدفق نحو الشمال الغربي حتى يتجه جنوبًا ويدخل بحيرة ديزي. بين مخرج بحيرة ديزي ومصبها، يتم قضاء جزء كبير من طوله في المرور عبر وادي تشيكاموس، حيث يتدفق النهر عبر منحدرات سريعة وشلال واحد. يتدفق النهر جنوبًا من البحيرة وعبر الوادي قبل أن ينضم إلى نهر سكواميش عند تشيكي، على بعد أميال قليلة شمال مدينة سكواميش. اسم النهر عبارة عن ترجمة لاسم Chiyakmesh ("أهل سد الأسماك")، وهي قرية من شعب سكواميش ومحمية لأمة سكواميش. تقع شلالات برانديواين في شمال بحيرة ديزي مباشرةً. يقع مجمع أحداث الشمال لدورة الألعاب الأولمبية الشتوية لعام 2010 في كالاهان كريك، أحد روافد نهر تشيكاموس مباشرة من برانديواين كريك.

## أكبر الروافد
- كالاهان كريك ووادي كالاهان
- برانديواين كريك
- نهر تشيكي

## انحراف نهر تشيكاموس عن مساره
في 5 أغسطس 2005، خرج قطار وطني كندي طويل، متجهًا إلى الداخل من براكنديل، عن مساره وتحطمت تسع عربات خشبية فارغة مع عربة خزان واحدة من هيدروكسيد الصوديوم من الجسر الرئيسي، وسقطت في النهر. سكبت عربة الصهريج محتوياتها في النهر، مما أدى إلى مقتل ما يقدر بنحو 500000 سمكة. وبعد ست سنوات، أفادت قناة فانكوفر الإخبارية المحلية عن عودة الأسماك إلى النهر.